# 세인트피터구 (바베이도스)

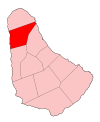
세인트피터구의 위치

세인트피터구(영어: Saint Peter)는 바베이도스 북부에 위치한 구로 행정 중심지는 스페이츠타운이며 면적은 34km2, 인구는 11,300명(2010년 기준)이다. 남동쪽으로는 세인트앤드루구, 남쪽으로는 세인트제임스구, 북쪽으로는 세인트루시구와 접한다.